# Museu Brasileiro de Rádio e Televisão
O Museu da Televisão Brasileira (mais conhecido como Museu da TV, hoje denominado Museu da TV, Rádio & Cinema) esteve localizado, de 1995 a 2018, no bairro Sumaré,  juntamente com a extinta associação PRÓ-TV, fazendo parte dessa entidade até 2021. O museu foi fundado pela falecida atriz Vida Alves, a qual protagonizou o primeiro beijo da televisão brasileira, como uma instituição privada sem fins lucrativos, tendo o intuito de resgatar a história e a memória da Televisão e do Rádio no Brasil.
Sendo uma instituição sem fins lucrativos, a PRÓ-TV propiciou visitas ao Museu da TV e ao seu acervo, sendo essas guiadas e com agendamento prévio com a própria instituição.
O Museu da TV, ainda na sua composição original, contou com o apoio da Associação Brasileira de Radiodifusores (ABRA) e da TV Cultura, dispondo de um espaço para reuniões, que ocorrem todos os meses, entre os associados, além de apresentar DVDs e livros sobre a memória televisiva para a venda. Além disso, também aparece listado como um dos mais de 3 mil museus pertencentes ao Guia dos Museus Brasileiros, sendo esse elaborado pelo Instituto Brasileiro de Museus (IBRAM/ Ministério da Cultura). Na fase atual, suas instalações estão associadas as do Museu do Cinema Antônio Vittuzzo, no bairro paulistano do Cambuci, que hoje em conjunto compõem desde 19 de junho de 2021 o Museu da TV, Rádio & Cinema. 

## História

### Vida Alves
A ideia para a criação do Museu, juntamente com a associação, surgiu através da atriz Vida Alves. Nascida em Itanhandu (MG) em 15 de abril de 1928, a atriz mudou-se para São Paulo ainda criança, com apenas 6 anos de idade. Estreou no mundo artístico quando pequena no programa radiofônico Clube do Papai Noel, da Rádio Difusora de São Paulo, imitando Carmen Miranda como cantora mirim. Após passar por diversas redes, foi contratada pela Rádio Tupi por Walter Foster. Com o passar dos anos tornou-se uma celebridade renomada, protagonizando o primeiro beijo da televisão na telenovela "Sua Vida Me Pertence"(1951). Vida decidiu retirar-se das telas com o falecimento de seu marido e, com o tempo, Vida centrou-se em iniciar um projeto dedicado a história da televisão no Brasil, a atual PRÓ-TV.

### Fundação do Museu
A principio, Vida Alves deu inicio ao projeto sozinha. Reformou sua residência, retirando diversos ambientes que lá estavam presentes, como uma área de piscina, uma sauna e uma sala de exercícios físicos, transformando-os em um salão. Em 1995, juntamente com outros colegas, a Associação dos Pioneiros, atual PRÓ-TV, foi registrada e oficialmente fundada. A fundação iniciou-se como um um Museu e uma ONG sem fins-lucrativos, mas com o passar do tempo também tornou-se uma OSCIPs (Organização da Sociedade Civil de Interesse Público) podendo atuar juntamente ao governo.
Na Internet tiveram incursão em 1998, em uma parceria com SCI/EQUIFAX. O portal saiu do ar e apenas em 2002, com a ideia de se instaurar um departamento próprio de Internet, criando-se o Museu da TV (ou Museu Virtual da Televisão Brasileira), administrado pelo radialista e pesquisador Elmo Francfort., que desde 19 de junho de 2021 dirige o coletivo cultural gerado após o término da PRÓ-TV, cerne do Museu da TV, Rádio & Cinema.

### Divergência entre colaboradores
Em 2008, o museu seria transferido para outra localidade, em um edifício histórico no centro de São Paulo, a Casa das Retortas, no Brás. O projeto de transferência de localização do museu contava com o apoio de duas instituições mantenedoras da PRÓ-TV, a Fundação Padre Anchieta / TV Cultura e a  Rede Bandeirantes. Diante as negociações para a mudança de local, ambas instituições entraram em conflito, pois Paulo Markun, presidente da Fundação Padre Anchieta, pousou para um jornal renomado em frente a futura instalação do Museu. Essa atitude causou desconfiança por parte da Rede Bandeirantes, pois acreditaram que o museu terminar ficando administrado pela TV Cultura em resultado de suas atitudes durante as negociações. Assim, a Rede Bandeirantes decidiu negar adesão, e o projeto foi engavetado pelo prefeito da época, Kassab, pois desagradava à Band. O local terminou por abrigar o Museu da História de São Paulo.
A Rede Bandeirantes continuou como uma das mantenedoras da PRÓ-TV, por dois anos, enquanto a Fundação Padre Anchieta foi mantenedora até 2018. O Museu da Televisão Brasileira continuou na residência de Vida Alves.

### Morte de Vida Alves e mudança para o Centro
Em janeiro de 2017, morreu a presidente emérita e fundadora Vida Alves deixando a Pró-TV em luto. Em 2018 a entidade se transferiu para a Rua 7 de Abril no Centro de São Paulo próximo ao antigo prédio dos Diários Associados.A antiga sede da PRÓ-TV no Sumaré, após ficar para a família de Vida Alves, foi vendida para particulares.  

## Difusão
Sendo ligada, como também, ministrada pela associação PRÓ-TV,  eram realizados, juntamente com colaboradores e parceiros, diversos eventos com o intuito de preservar a memória da televisão no Brasil. Dentre os eventos realizados, estão “Marcos da TV Brasileira” (em associação com a Secretaria de Estado da Cultura), “Televisão Brasileira: Primeiros Tempos” (juntamente com a Faculdade Cásper Líbero, ESPM e o Governo do Estado de São Paulo), a mostra “50 Anos de TV”, o evento do "Dia Nacional da TV", em comemoração ao aniversário de 66 anos da televisão no Brasil, sendo sediado na Faculdade Cásper Líbero,  como também empréstimos de objetos do acervo do museu para a exposição "Silvio Santos vem aí". e a exposição "Seja Digital", pelo projeto de implantação total da TV digital no Brasil e desligamento do sinal analógico no país, em 2017.

## Novos rumos

### Fase transitória
Thais Alves, filha de Vida Alves, esteve na presidência de 2017 a 2021. Nesse período disse à imprensa que, além de preservar a história e o acervo do museu, pretendia ministrar cursos, organizar fóruns de debates e palestras, para expansão da associação. Porém, a pandemia do covid-19 e o afastamento dos associados, por conta do isolamento social, fez com a PRÓ-TV fosse atingida pela forte crise que abalou o país, desde março de 2020. As atividades foram encerradas em Assembleia da entidade em 19 de junho de 2021.

### A criação do Museu da TV, Rádio & Cinema
A diretoria da PRÓ-TV no início de 2001, recorreu a Elmo Francfort, antigo colaborador e então coordenador do Memória ABERT - Associação das Emissoras de Rádio e Televisão, que propôs uma saída para continuação do legado da associação sem-fins lucrativos. Ele foi criador do site do Museu da TV, no início dos anos 2000, sendo grande colaborador da presidência da PRÓ-TV de 2001 a 2018, atuando não apenas na direção, como também como assessor da presidência e Gerente de Conteúdo, contando das parcerias da entidade com as emissoras e empresas. Se unindo ao Museu do Cinema, criado pelo antigo diretor da PRÓ-TV, o falecido Antônio Vittuzzo (a entidade foi criada nos anos 1970, no bairro do Cambuci), reuniu os acervos das entidades sob o nome Museu da TV, Rádio & Cinema, a partir de junho de 2021, em forma de coletivo cultural. Conforme noticiado por Flávio Ricco, no R7,  "A Pró-TV vai fechar e no lugar dela está surgindo o Museu da TV, Rádio & Cinema, sob a direção de Elmo Francfort. As mudanças serão anunciadas no decorrer dos próximos dias. Agora são mais de 100 mil peças e uma bandeira maior para se defender".
A decisão, após a doação do acervo original da PRÓ-TV, foi a constituição de um coletivo cultural, utilizando as mídias digitais anteriormente pertencentes à associação. Muitos colaboradores da antiga entidade, acompanharam Elmo Francfort na nova constituição como coletivo, para continuar a defender a causa de preservação da memória da TV, rádio e cinema, porém, o diretor ressaltou  que o ressurgimento enquanto órgão museológico só se dará após negociações com os veículos e empresas do setor de radiodifusão e audiovisual, para que com planejamento surja devidamente o Museu da TV, Rádio & Cinema, de modo que evite problemas de comunicação e interesses não-comuns a todos os profissionais e entidades representadas pela entidade.
Todas as atividades do coletivo continuarão a ser voltadas à preservação do rico acervo da entidade, agora localizada na Avenida Lins de Vasconcellos, no Cambuci, com visitação sob agendamento, priorizando a digitalização do acervo e a proximidade junto ao público, por meio das mídias digitais, como portal do Museu da TV, Rádio & Cinema e suas redes sociais.

## Acervo

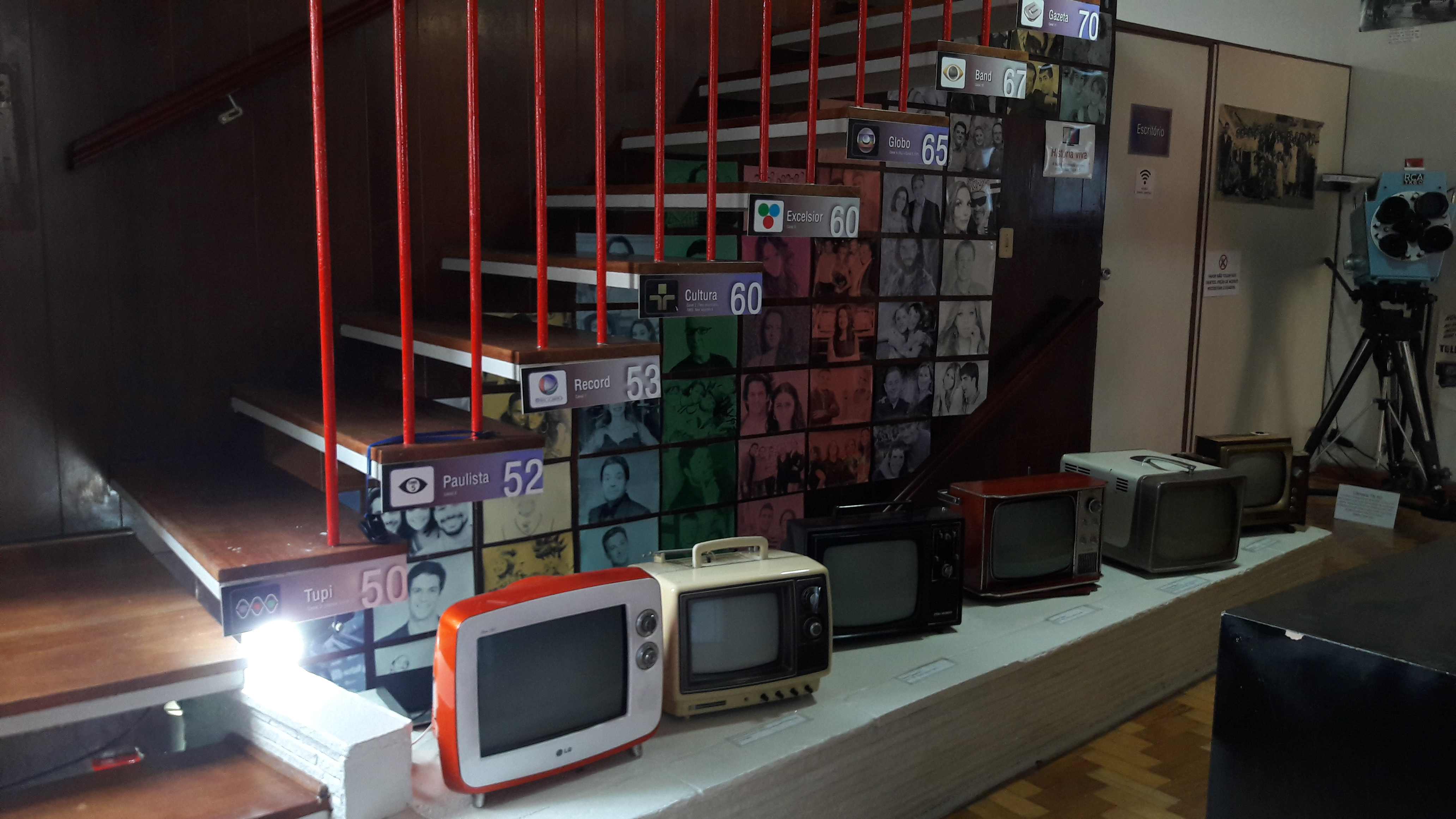
Evolução de aparelhos televisivos expostos no Museu

O museu contém um vasto acervo de informações e conteúdos sobre a história da televisão brasileira, todos doados por atores e profissionais da área, possuindo mais de 12 mil fotos e praticamente 100 mil itens, como vídeos, equipamentos, roteiros e publicações impressas. No local, estão disponibilizados:

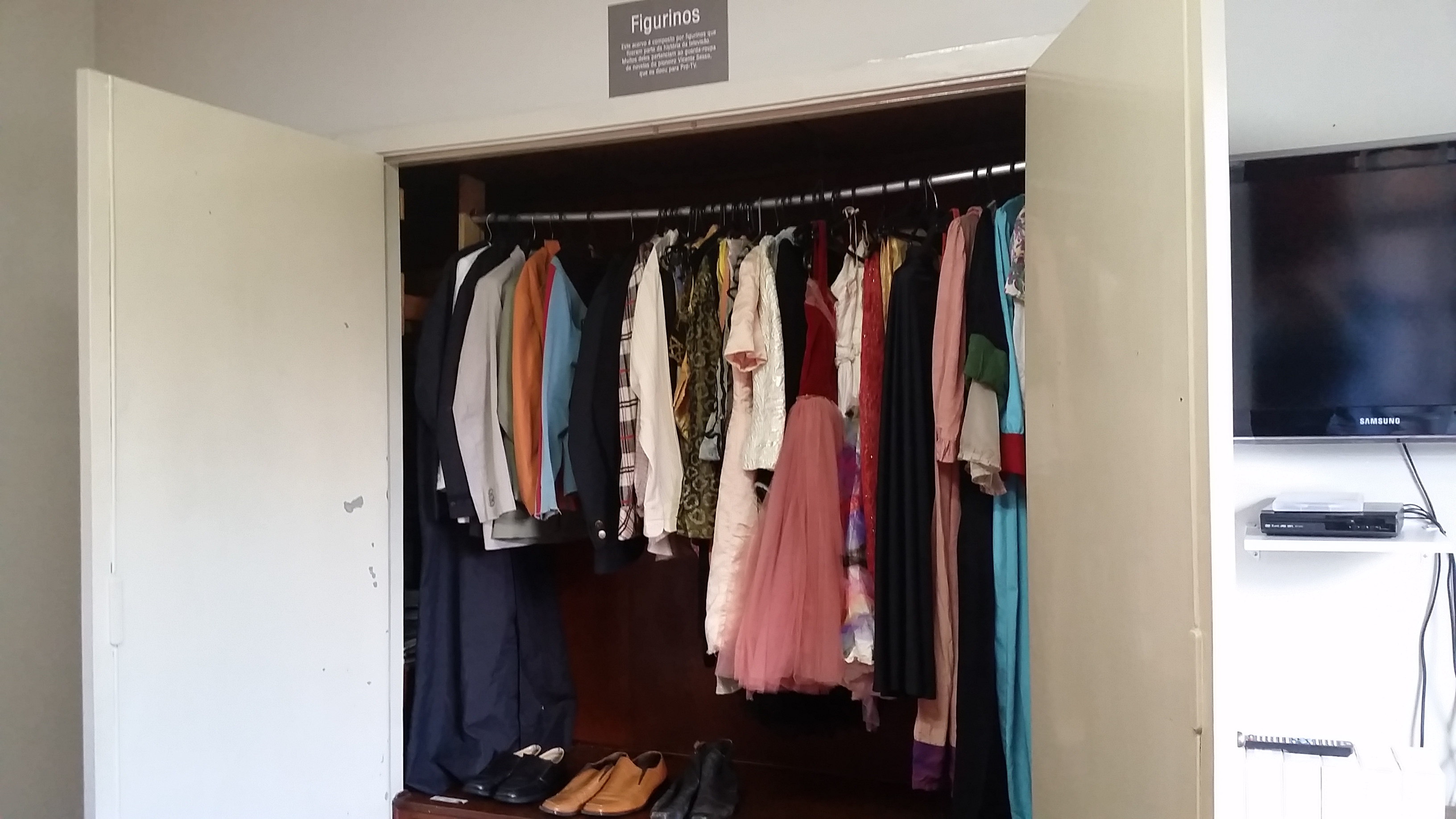
Uma parte dos figurinos expostos no museu

- Mais de 12.000 imagens. As imagens presentes são diversas, com fotos de eventos e atores importantes para o ramo da televisão e atuação brasileira.[28]
- Acervo de figurinos. Sendo esses exibidos no 2º andar do museu. Entre os figurinos exibidos, encontram-se mais de cinquenta figurinos originais, dentre eles figurinos de "Capitão 7" e de "Sangue do meu Sangue", o primeiro chapéu do mendigo da “Praça da Alegria”[29] e peças do figuro utilizado por Vida Alves na novela "Sua Vida Me Pertence" (1951).[30]
- Coleção de revistas históricas sobre atores e atrizes. Também exibidos no parte superior do museu.[31]
- Diversas câmeras históricas. No acervo, encontra-se a câmera da primeira exibição televisiva brasileira, a  TK-30 da RCA, utilizada na inauguração televisiva da TV TUPI.[32]
- Diversas televisões históricas. No museu, situa-se o primeiro televisor portátil do Brasil.[33]
- Troféus da Premiação Roquette Pinto, a mais antiga premiação da TV brasileira.[32]

Uma outra parte do acervo reunido se encontrava na Cidade da TV, uma exposição realizada na Cidade da Criança, em São Bernardo do Campo, até 2017.

## Galeria

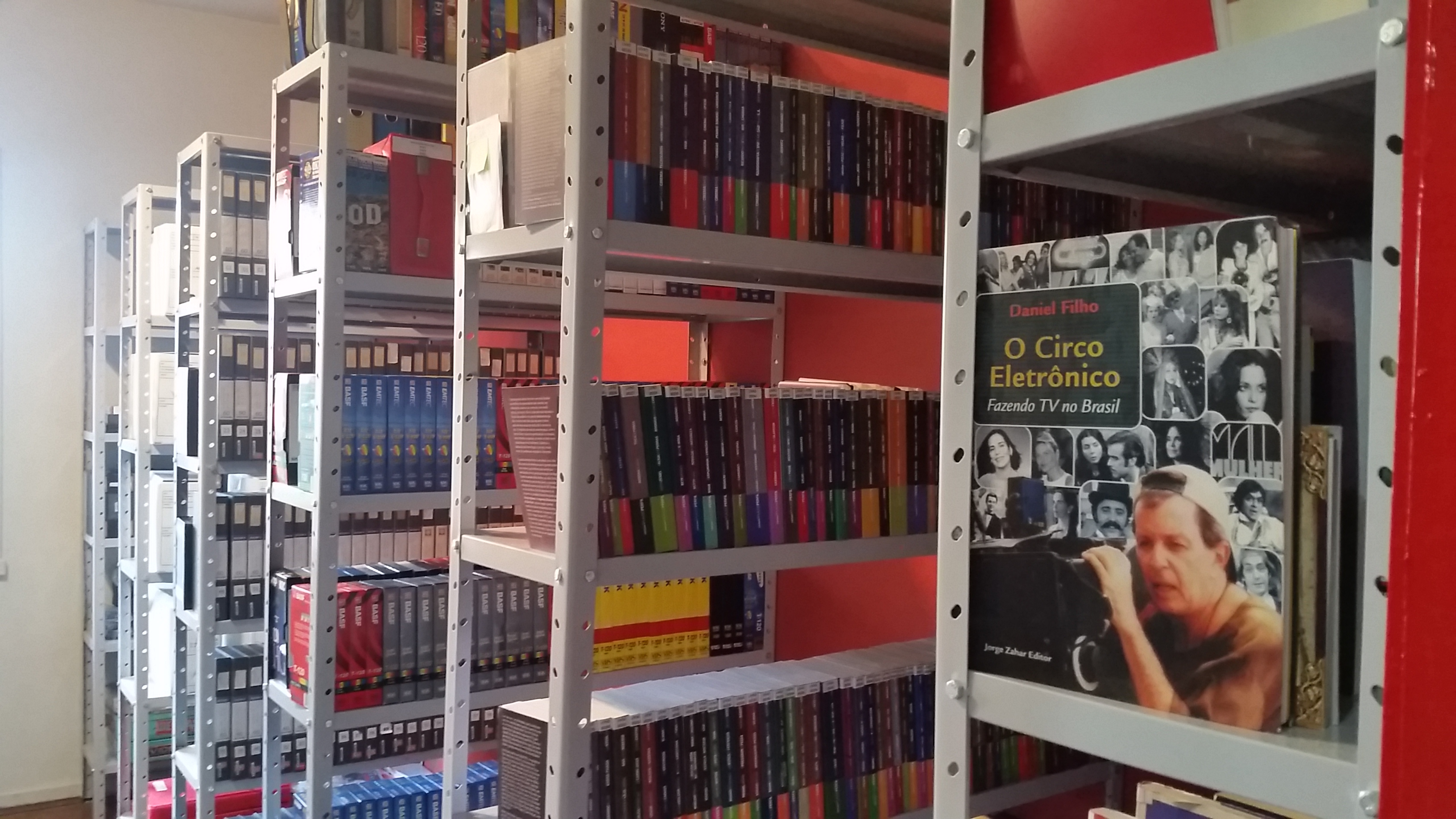
Acervo áudio-visual do museu
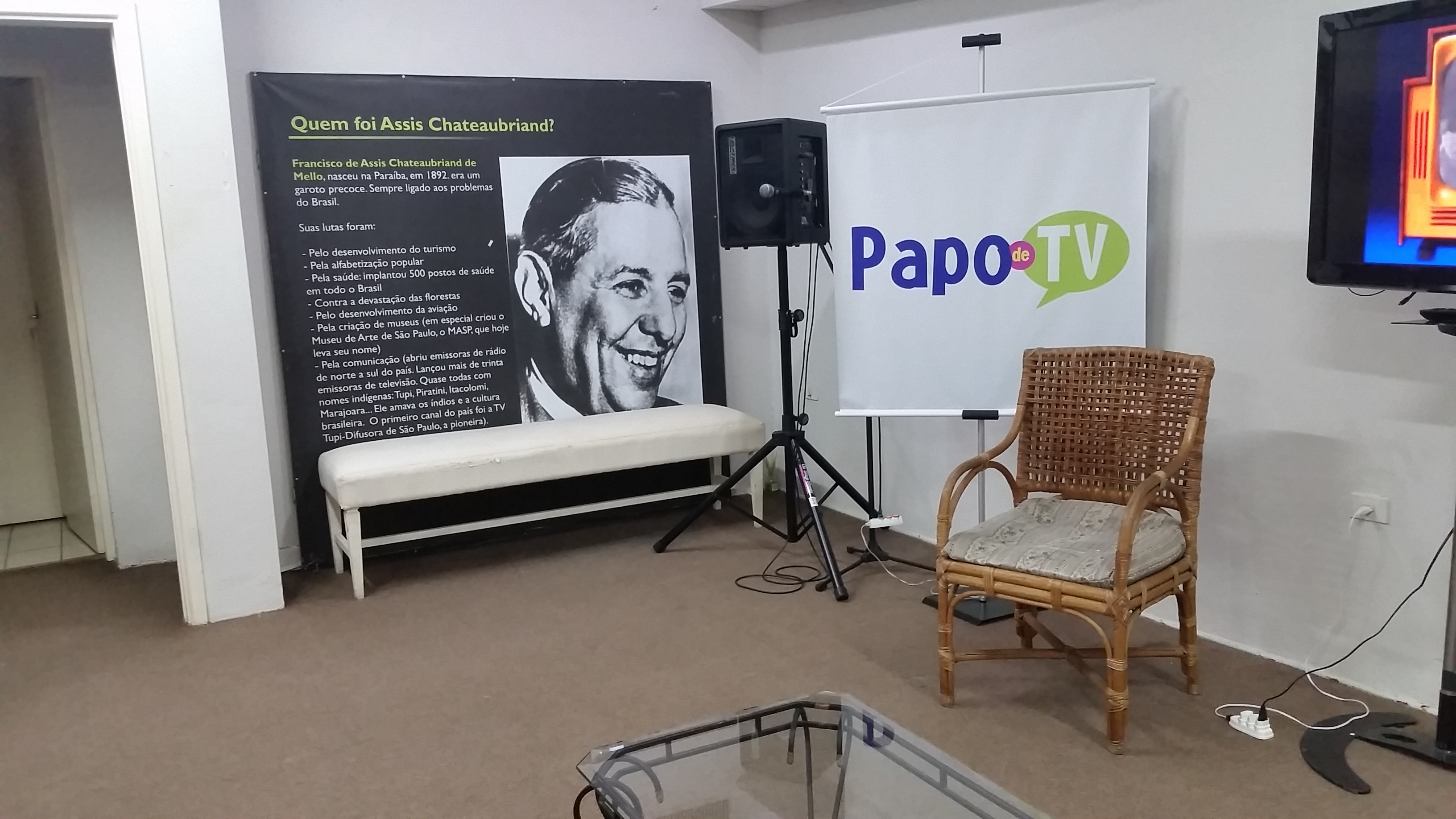
Painel sobre Assis Chateaubriand
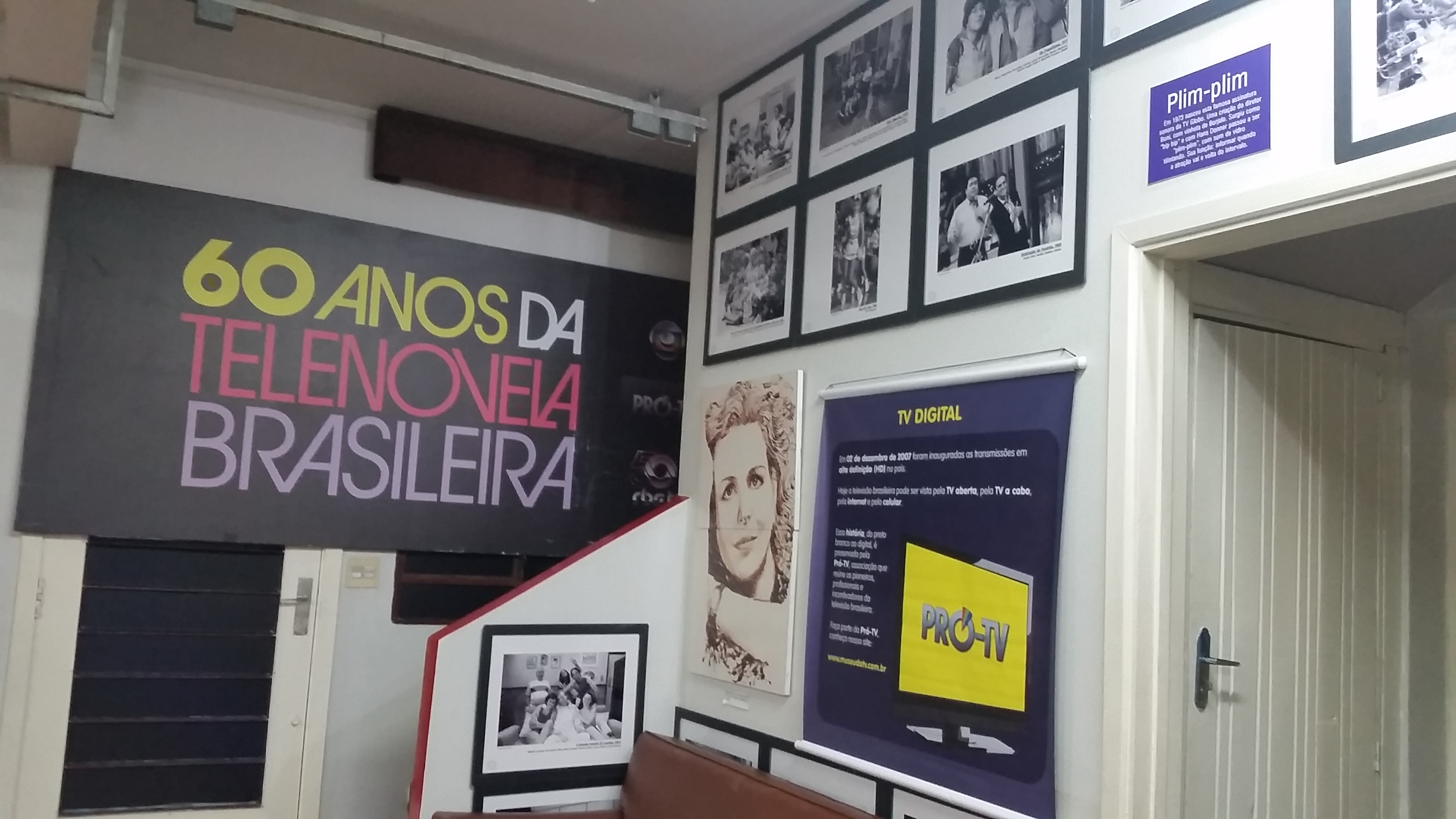
Exposição 60 anos da telenovela brasileira
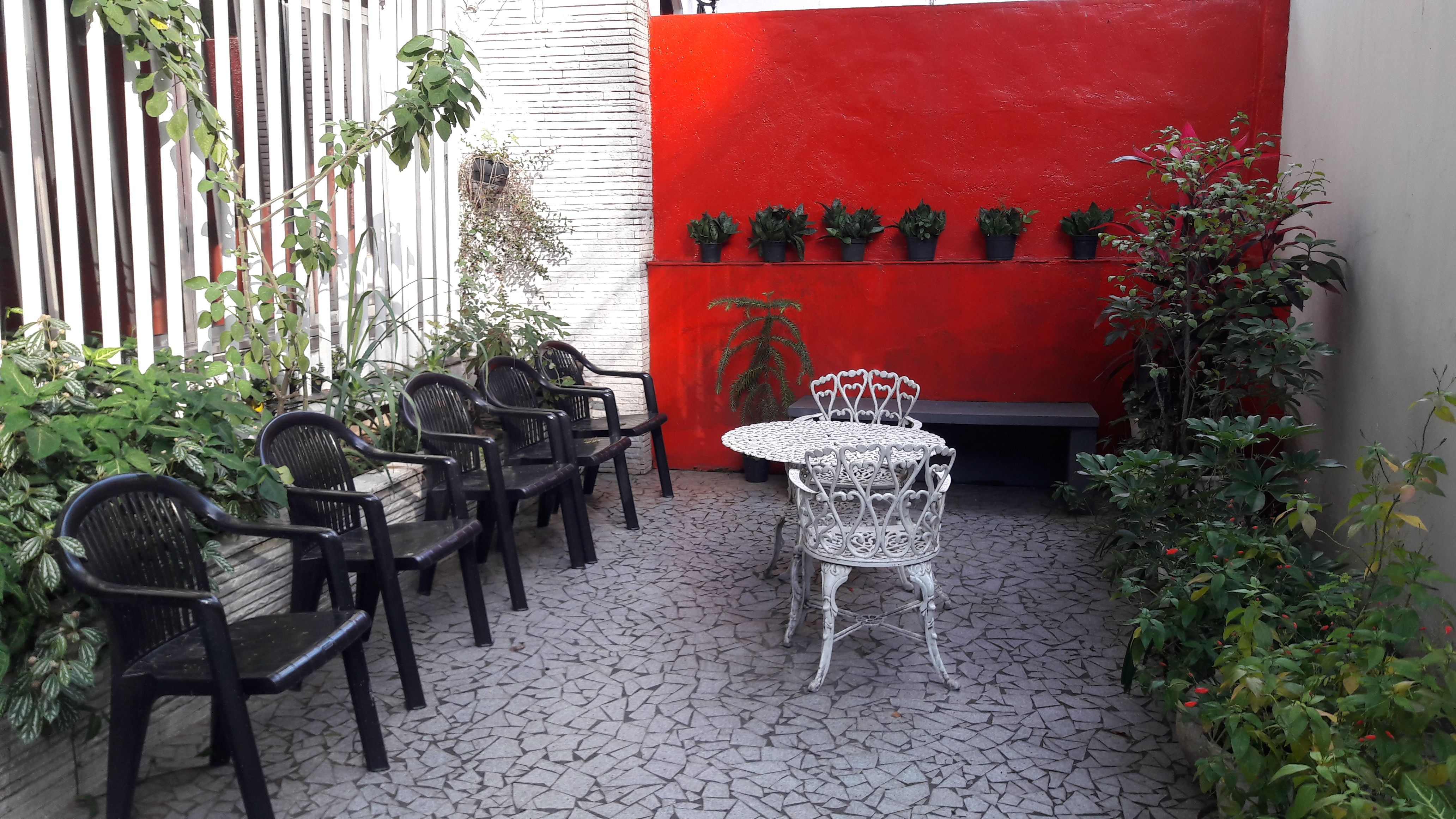
Área externa do museu
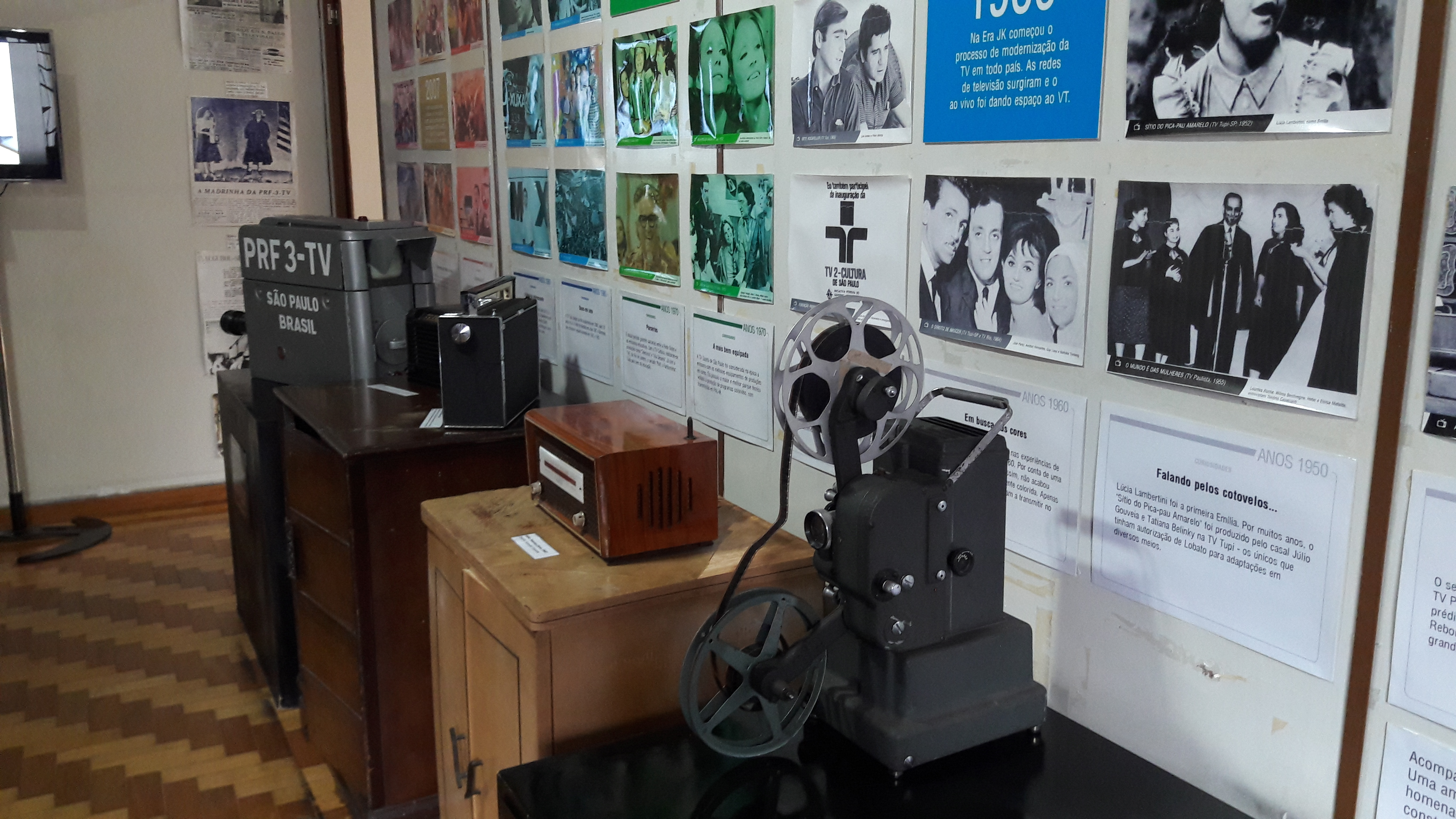
Aparelhos históricos expostos no museu
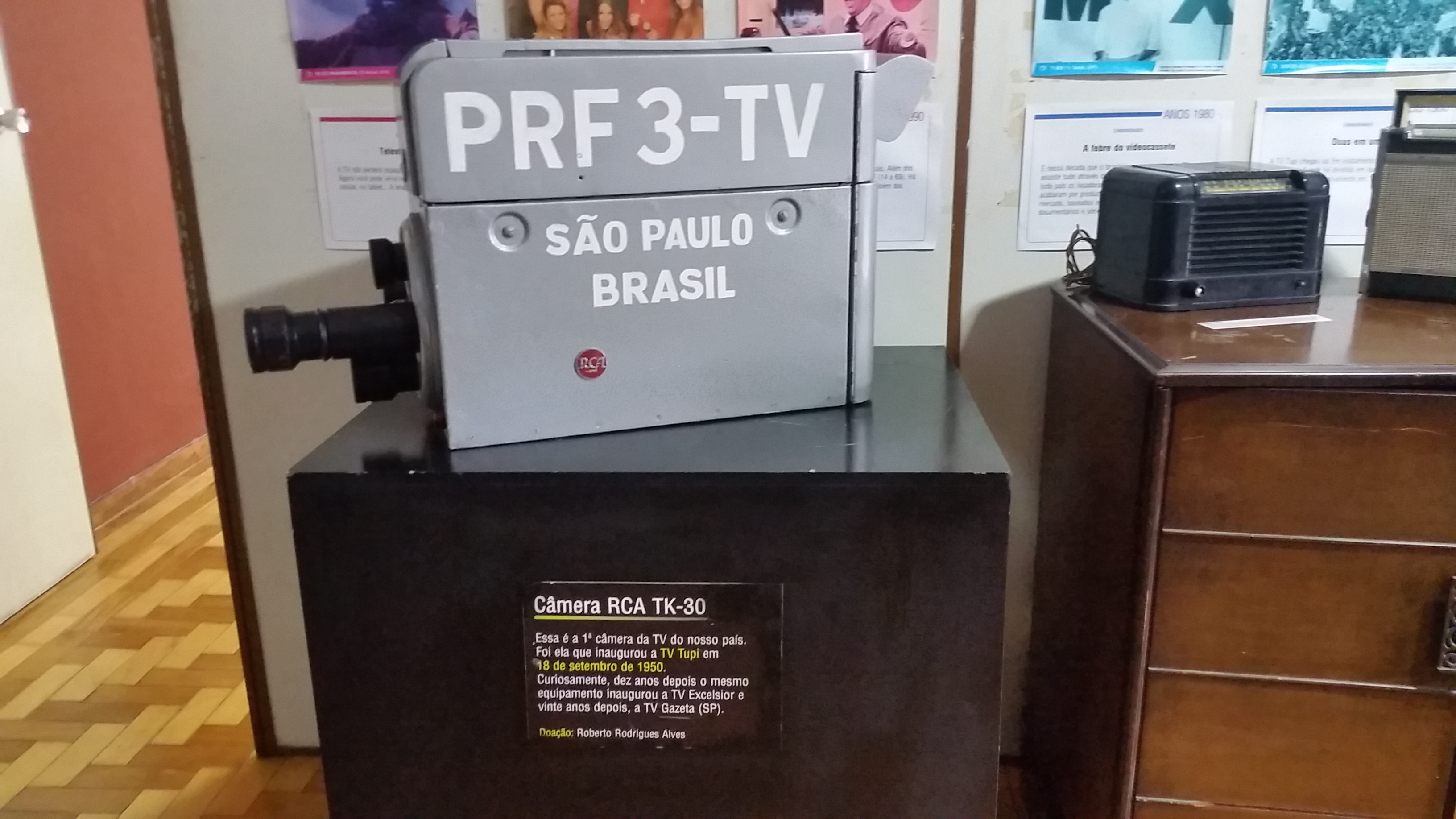
Primeira câmera da televisão brasileira
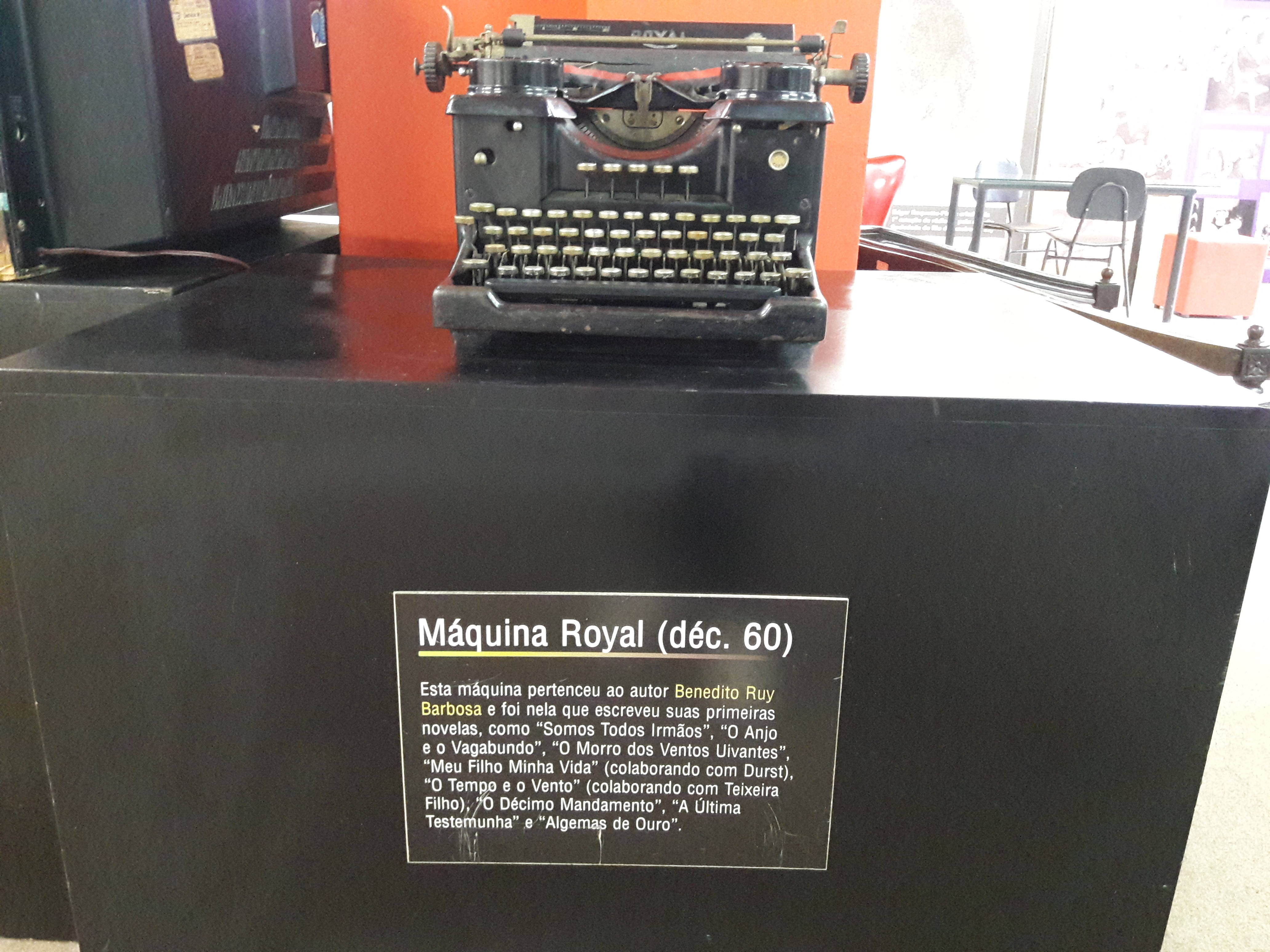
"Máquina Royal" década de 1960
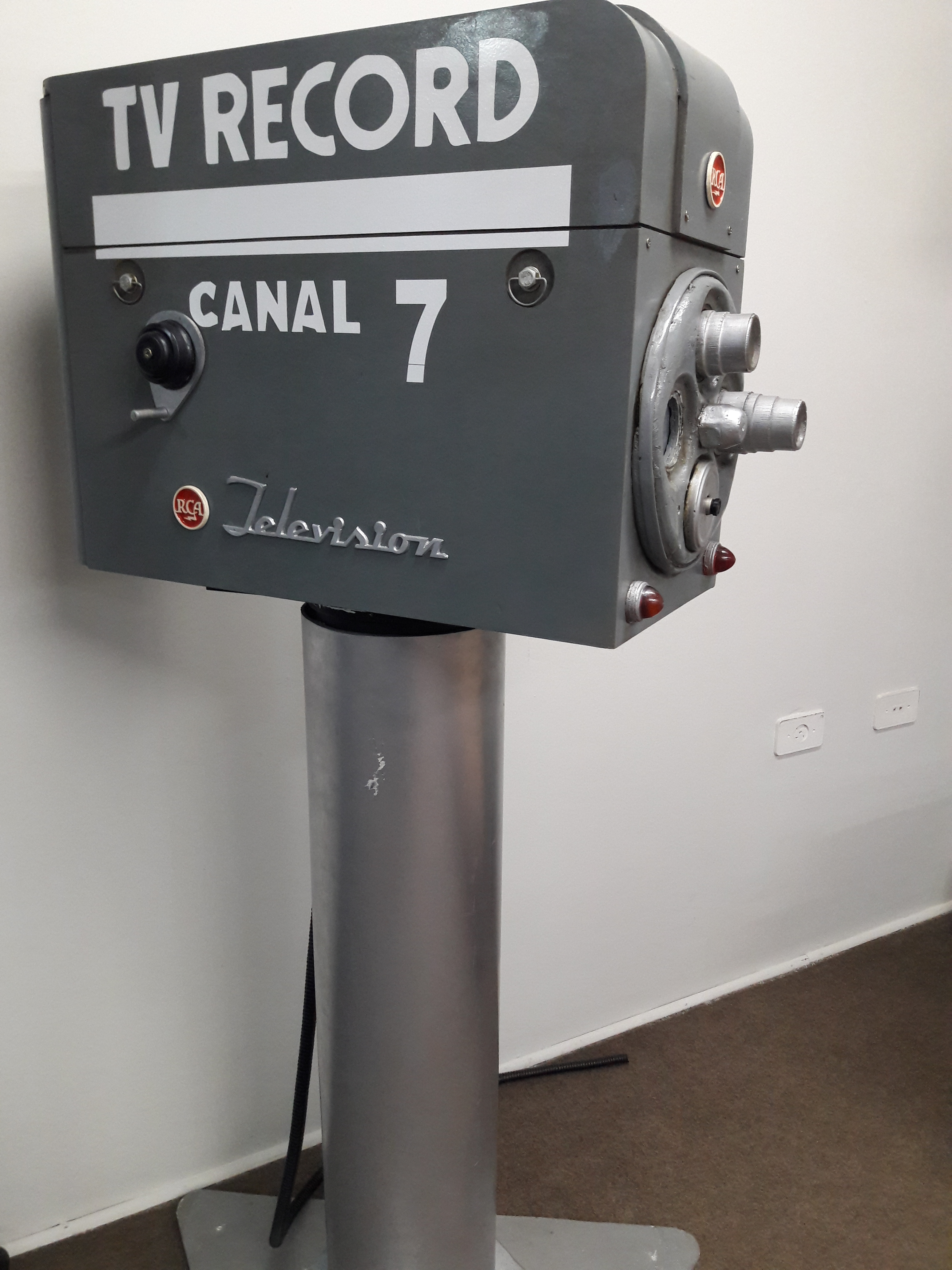
Primeira câmera da TV RECORD
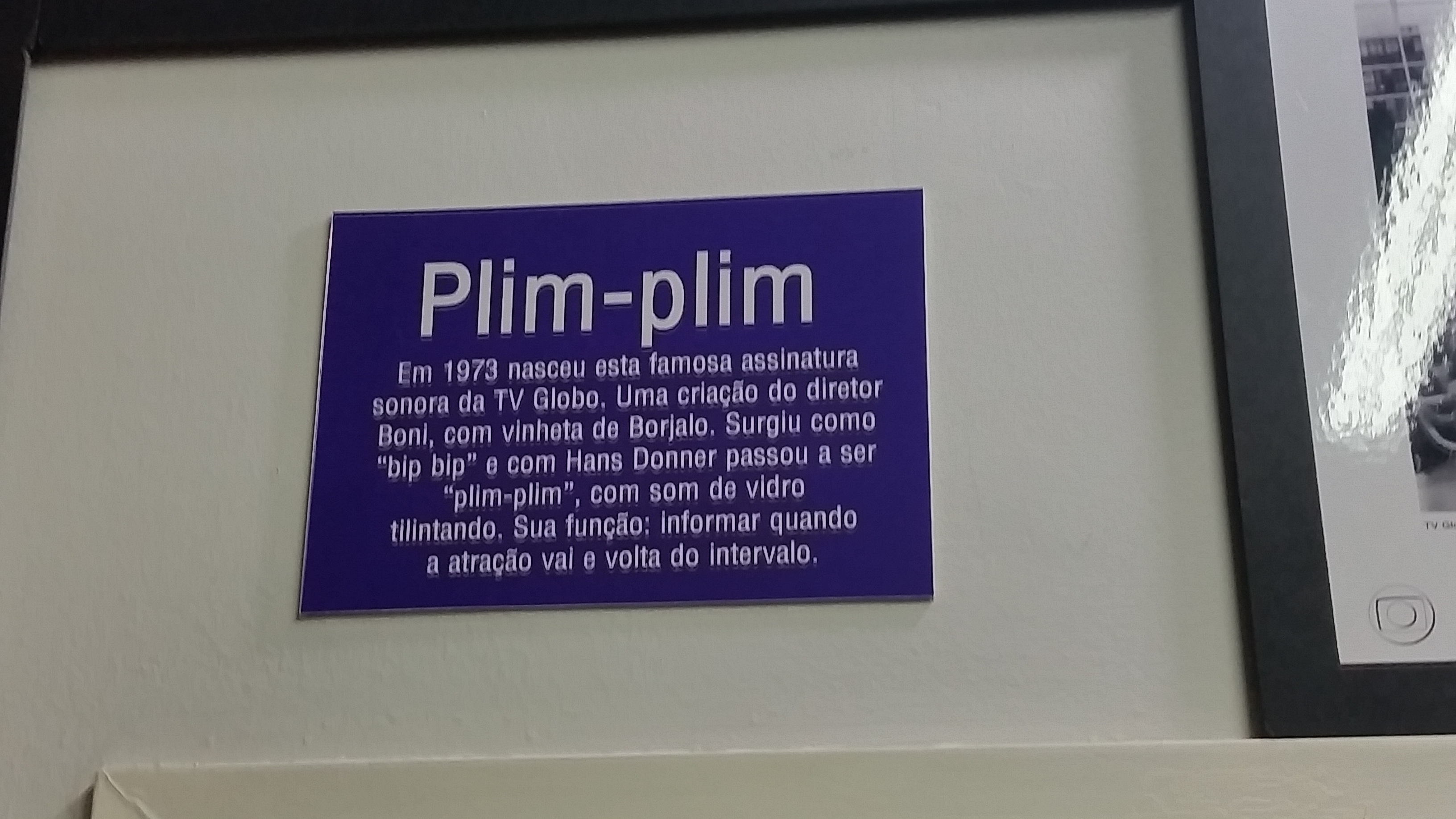
Curiosidade sobre a assinatura sonora da TV Globo